# NHL (Computerspielreihe)
Die NHL-Serie des US-amerikanischen Softwareentwicklers EA Sports ist eine Eishockey-Computerspielreihe, die jährlich um einen Titel mit aktuellen Daten und Features erweitert wird.

## Features
Die Mannschaften der namengebenden NHL sind komplett lizenziert. Nach und nach wurde die Riege der spielbaren Mannschaften um europäische Topligen (die deutsche DEL, die schwedische Elitserien, die finnische Liiga, die tschechische Extraliga, die Schweizer National League, die österreichische EBEL, die schwedische Allsvenskan und die europäische Champions Hockey League), nordamerikanische Profi- und Juniorenligen (AHL, CHL) sowie um Nationalmannschaften ergänzt.
Die Anzahl der spielbaren Turniere schwankt in jeder Version. Neben dem Freundschaftsspiel-, dem Turnier- bzw. Playoff- sowie sogenannten Dynasty-Modus, in dem man eine mehrjährige Managerkarriere bei einem bestimmten Verein beginnen kann, gehörten in einzelnen Versionen auch immer wieder bestimmte Turniere, wie z. B. der World Cup of Hockey zu den Features der NHL-Reihe. Zudem verfügen die einzelnen Teile sowohl über einen Mehrspielermodus wie auch einen Editor, mit dem man Änderungen im Spiel, wie z. B. Spieleraussehen, Taktiken und Mannschaftsaufstellungen ändern sowie komplett neue Spieler oder Teams erstellen kann. In den neueren Teilen hat man die Möglichkeit, ehemalige NHL-Franchises wiederzubeleben und mit ihnen eine Karriere zu beginnen.
In den einzelnen Teilen sind verschiedene Spielstärken vorhanden, die es dem Spieler ermöglichen, sich kontinuierlich vom einfachsten bis hin zum schwersten Schwierigkeitsgrad zu steigern. Authentische Sounds, Fangesänge und die Verpflichtung bekannter Kommentatoren, wie z. B. Jim Hughson oder Gary Thorne tragen ebenfalls zur gesteigerten Realität mit jedem Teil der Reihe bei. Seit NHL 2000 enthält jedes Spiel einen Soundtrack von verschiedenen bekannten Rockbands, wie z. B. Garbage, Sum 41, Ash, Bullet for My Valentine, Franz Ferdinand, Billy Talent, Barenaked Ladies, Jimmy Eat World, Queens of the Stone Age, Anti-Flag oder Hurt.

## Titel
| Titel             | Jahr | Plattform                     | Spieler auf dem Cover                                                                            | Anmerkung |
| ----------------- | ---- | ----------------------------- | ------------------------------------------------------------------------------------------------ | --- |
| NHL Hockey        | 1991 | MD                            | Kelly Hrudey (US-Version)                                                                        | In Europa erschien das Spiel unter dem Namen EA Hockey, da die NHL-Lizenzen nur für den amerikanischen Markt erworben wurden. |
| NHLPA Hockey '93  | 1992 | MD, SNES                      | Rod Brind’Amour (Philadelphia), Mike Richter (New York Rangers), Randy Moller (New York Rangers) | Im Gegensatz zu NHL Hockey waren im Nachfolger von 1993 zwar alle NHLPA-Lizenzen erhalten, dieses Mal musste jedoch auf einige NHL-Lizenzen verzichtet werden, sodass dieses Mal keine Original-Teamnamen im Spiel enthalten sind. |
| NHL '94           | 1993 | DOS, Sega Mega-CD, MD, SNES   | Tomas Sandström (Los Angeles), Andy Moog (Boston)                                                | In der PC Player Ausgabe 1993-09 bekam das Spiel eine Wertung von 88 Punkten. |
| NHL 95            | 1994 | DOS, GB, GG, MD, SNES         | Alexei Kowaljow (New York Rangers), Kirk McLean (Vancouver)                                      | Erschien auf dem Game Gear als NHL Hockey. |
| NHL 96            | 1995 | DOS, GB, MD, SNES             | Scott Stevens (New Jersey), Steve Yzerman (Detroit)                                              | |
| NHL 97            | 1996 | DOS, PS1, SAT, MD, SNES, Win  | John Vanbiesbrouck (Florida)                                                                     | Erstmals sind mit Kanada, den USA und Russland Nationalmannschaften enthalten; zwei weitere Teams enthalten eine Zusammenstellung von europäischen Topspielern. |
| NHL 98            | 1997 | PS1, SAT, MD, SNES, Win       | Peter Forsberg (Colorado)                                                                        | Erstmals sind deutsche Kommentatoren enthalten. |
| NHL 99            | 1998 | N64, PS1, Win                 | Eric Lindros (Philadelphia)                                                                      | |
| NHL 2000          | 1999 | GBC, PS1, Win                 | Chris Pronger (St. Louis)                                                                        | Auf dem Cover der europäischen Version ist Markus Näslund abgebildet. |
| NHL 2001          | 2000 | PS1, PS2, Win                 | Owen Nolan (San Jose)                                                                            | Auf dem Cover der europäischen Version ist Jere Lehtinen abgebildet. Als deutscher Kommentator ist Marc Hindelang zu hören. |
| NHL 2002          | 2001 | GBA, PS2, Win, Xbox           | Mario Lemieux (Pittsburgh)                                                                       | Nach den Terroranschlägen vom 11. September 2001 wurde ein Patch veröffentlicht, der den bisherigen Ladebildschirm der New York Rangers ersetzte, da dort das World Trade Center abgebildet war. Die neue Version zeigt die Freiheitsstatue. |
| NHL 2003          | 2002 | GC, PS2, Win, Xbox            | Jarome Iginla (Calgary)                                                                          | |
| NHL 2004          | 2003 | GC, PS2, Win, Xbox            | Dany Heatley (Atlanta), auf späteren Veröffentlichungen Joe Sakic (Colorado)                     | Drei der besten europäischen Ligen (DEL, Elitserien, SM-liiga) wurden implementiert. |
| NHL 2005          | 2004 | GC, PS2, Win, Xbox            | Markus Näslund (Vancouver)                                                                       | Auf dem Cover der europäischen Version befindet sich Olli Jokinen. Enthält die IIHF-Lizenz; erstmals ist somit der World Cup of Hockey im Spiel enthalten. |
| NHL 06            | 2005 | GC, PS2, Win, Xbox            | Vincent Lecavalier (Tampa Bay)                                                                   | Auf dem Cover der europäischen Version befindet sich Tuomo Ruutu. Internationale Lizenzen sind nicht mehr enthalten. In der PS2-Version ist NHL '94 als Bonusspiel versteckt. |
| NHL 07            | 2006 | Xbox 360, PS2, PSP, Win, Xbox | Alexander Owetschkin (Washington)                                                                | Auf dem Cover der schwedischen Version ist Henrik Lundqvist, auf dem der finnischen Version Teemu Selänne abgebildet. Mit der tschechischen Extraliga wurde die vierte europäische Spitzenliga eingeführt. |
| NHL 08            | 2007 | PS3, Xbox 360, PS2, Win       | Eric Staal (Carolina)                                                                            | Für verschiedene europäische Länder wurden wieder eigene Cover mit Topspielern aus dem jeweiligen Land gestaltet: Jaromír Jágr (Tschechien), Teemu Selänne (Finnland), Mark Streit (Schweiz), Henrik Zetterberg (Schweden). Die American Hockey League (AHL) ist als neue Liga enthalten. |
| 3 on 3 NHL Arcade | 2009 | PS3, Xbox 360                 | -                                                                                                | |
| NHL 09            | 2008 | PS3, Xbox 360, PS2, Win       | Dion Phaneuf (Calgary)                                                                           | Coverstars der länderspezifischen Versionen: Alexander Owetschkin (Russland), Daniel Alfredsson (Schweden), Patrik Eliáš (Tschechien). Erstmals kann man die russische Superliga spielen. NHL 2009 war die letzte Version, die für den PC erschien. |
| NHL 10            | 2009 | PS3, Xbox 360                 | Patrick Kane (Chicago)                                                                           | Coverstars der länderspezifischen Versionen: Mikkel Bødker (Dänemark), Mikko Koivu (Finnland), Mark Streit (Schweiz), Nicklas Bäckström (Schweden). Die Mannschaften der Schweizer National League A sind erstmals spielbar. |
| NHL 11            | 2010 | PS3, Xbox 360                 | Jonathan Toews (Chicago)                                                                         | Coverstars der länderspezifischen Versionen: Daniel und Henrik Sedin (Schweden), Mark Streit (Schweiz). Erstmals ist es auch möglich, mit den Teams der Canadian Hockey League aufs Eis zu gehen. |
| NHL Slapshot      | 2010 | Wii                           | Wayne Gretzky (Edmonton)                                                                         | |
| NHL 12            | 2011 | PS3, Xbox 360                 | Steven Stamkos (Tampa Bay)                                                                       | Auf dem Cover der schweizerischen Version ist Jonas Hiller abgebildet. |
| NHL 13            | 2012 | PS3, Xbox 360                 | Claude Giroux (Philadelphia)                                                                     | Auf dem Cover der schweizerischen Version ist Roman Josi abgebildet. In Ottawa sowie in Québec wurden spezielle Editionen herausgebracht; abgebildet sind Mika Zibanejad bzw. P. K. Subban |
| NHL 14            | 2013 | PS3, Xbox 360                 | Martin Brodeur (New Jersey)                                                                      | In Edmonton, Toronto und Ottawa wurden spezielle Editionen des Spiels herausgebracht; die Coverstars sind Jordan Eberle, James van Riemsdyk und Craig Anderson. Auf einer schwedischen Sonderedition des Spiels sind Mattias Janmark-Nylén, William Karlsson, Patrik Hersley, Linus Klasen und Dick Axelsson abgebildet. In Finnland gibt es eine SM-Liiga-Edition; abgebildet ist jedes Team der Liga. |
| NHL 15            | 2014 | PS4, XBO, PS3, Xbox 360       | Patrice Bergeron (Boston)                                                                        | Auf der Schweizer Version ist Nino Niederreiter abgebildet. Auf einer schwedischen Sonderedition des Spiels sind Niclas Andersén, Mikael Tellqvist, Robin Figren, Fredrik Pettersson-Wentzel, Mattias Tedenby, Jens Bergenström, Chad Kolarik, Per Ledin, Samuel Påhlsson, Erik Forssell, Tomi Kallio und Jared Aulin.                                                                                  |
| NHL 16            | 2015 | PS4, XBO                      | Jonathan Toews (Chicago)                                                                         | Ursprünglich sollten Patrick Kane und Jonathan Toews das Cover von NHL 16 zieren. Nach Vergewaltigungsvorwürfen gegen Kane wurde dieser von Cover entfernt und Toews zum alleinigen Coverstar. |
| NHL 17            | 2016 | PS4, XBO                      | Wladimir Tarassenko (St. Louis)                                                                  | Wladimir Tarassenko wurde bei einer mehrwöchigen Online-Abstimmung von den Fans als Cover-Star gewählt. |
| NHL 18            | 2017 | PS4, XBO                      | Connor McDavid (Edmonton)                                                                        | Ein Cover mit Roman Josi (Nashville) wurde offiziell von EA Sports zum Herunterladen veröffentlicht. Im Einzelhandel war in der Schweiz aber trotzdem McDavid abgebildet. |
| NHL 19            | 2018 | PS4, XBO                      | P. K. Subban (Nashville)                                                                         | Zusätzlich zum Cover mit Subban wird Wayne Gretzky auf dem Cover der Ultimate und Legend Edition zu sehen sein. |
| NHL 20            | 2019 | PS4, XBO                      | Auston Matthews (Toronto)                                                                        | |
| NHL 21            | 2020 | PS4, XBO                      | Alexander Owetschkin (Washington)                                                                | |
| NHL 22            | 2021 | PS5, XBS, PS4, XBO            | Auston Matthews (Toronto)                                                                        | |
| NHL 23            | 2022 | PS5, XBS, PS4, XBO            | Trevor Zegras (Anaheim) Sarah Nurse (Team Canada)                                                | |
| NHL 24            | 2023 | PS5, XBS, PS4, XBO            | Cale Makar (Colorado)                                                                            | |
| NHL 25            | 2024 | PS5, XBS                      | Jack Hughes, Luke Hughes (New Jersey) Quinn Hughes (Vancouver)                                   | |
| NHL 26            | 2025 | PS5, XBS                      | Matthew Tkachuk (Florida)                                                                        | |